# Octave Béliard
Pour les articles homonymes, voir Béliard.
Octave Béliard, né le 12 décembre 1876 à Paimbœuf et mort le 24 juin 1951  à Paris, est un médecin et écrivain français de science-fiction.
Il est l'un des cofondateurs du Groupement des écrivains médecins en 1949.

## Biographie
Fils de Luc-Célestin Béliard, capitaine au long cours, et d'Octavie-Agathe Metagy, Octave est né à Paimbœuf le 12 décembre 1876.
Après avoir envisagé pendant un temps la profession de médecin de la Marine à Rochefort-sur-Mer, il se dirige vers l'école de Médecine de Nantes. Dès 1896, alors qu'il poursuit ses études, il est initié au martinisme — un mouvement philosophique fondé par Papus — où il fréquente la loge de Nantes.
En 1903, Octave Béliard épouse une Angevine, Jeanne Rabjeau, et s'installe quelque temps à Montjean-sur-Loire. Ses inclinations le portent tout autant vers la littérature que vers la médecine, et il rédige régulièrement des articles pour la Revue du théâtre Graslin et pour le Nantes mondain. Il finit par abandonner plus ou moins la pratique de la médecine pour s'installer à Paris. En 1907, il publie avec son ami le Dr Léo Gaubert Le Périple, un ouvrage sur l'occultisme. Par la suite, il écrit plusieurs nouvelles merveilleuses-scientifiques, parmi lesquelles Aventures d'un voyageur qui explora le temps (1909), Une exploration polaire aux ruines de Paris (1911) et collabore comme critique littéraire dans la revue anarchiste Les Hommes du jour.
En 1920, après la Première Guerre mondiale, Octave Béliard publie Sorcières, rêveurs et démoniaques, une étude sur les croyances et pratiques superstitieuses dans l'histoire. Il y évoque les origines de la sorcellerie dans l'Antiquité, ses développements au Moyen Âge, l'ésotérisme au XVIIIe siècle et l'occultisme contemporain. Historien scrupuleux, il relate aussi des faits qu'il a lui-même observés et les travaux de grands savants. Mais Octave Béliard est plus un romancier qu'un historien, et son livre La Petite-Fille de Michel Strogoff lui vaut en 1927 le prix Jules Verne honorant les auteurs de littérature scientifique.
Parallèlement à ses travaux de plume, il se passionne pour les mystères de l'occultisme. La Première Guerre mondiale a mis fin à la grande période du martinisme, qui n'a guère survécu à la mort de Papus, survenue en 1916. L'Ordre s'est fractionné en petits groupes. Au début des années, Octave Béliard tente de créer avec ses amis Auguste Chauvet et Léon Gaubert, l'Ordre des chevaliers du Christ et de l'Ordre du Graal, groupuscules qui ne connaissent jamais d'existence réelle. En 1920, il participe à la fondation des Amis de Louis-Claude de Saint-Martin,. Le docteur Béliard, chancelier de l'Ordre, est membre du Conseil suprême.
Pendant cette période, il participe aux activités du groupe Atlantis de Paul Le Cour. Lors du cinquième banquet platonicien organisé par la revue en 1932, il donne une conférence sur « L'Immortalité en Égypte » et fait paraître la même année Au long du Nil. Son retour vers le martinisme semble relancer son intérêt pour la métapsychique, et en 1933, il publie Magnétisme et spiritisme et en 1942 « L'Annonce du Nouvel Homme », un article paru dans la revue Mesures dans lequel il étudie la pensée du philosophe Louis-Claude de Saint-Martin.
Quand survient la Seconde Guerre mondiale. Octave Béliard est nommé commandant, médecin-chef de l'hôpital Fénelon à Vaujours. Cependant, l'hôpital reste à l'état de projet, et le médecin nantais est contraint de retourner à la vie civile. Le décès de son épouse Jeanne au milieu de l'année 1942 le plonge dans le désespoir. Il tente d'oublier son chagrin en se replongeant dans l'étude des hiéroglyphes égyptiens. Durant cette période, il fréquente assidûment le Louvre et travaille à l'élaboration d'un dictionnaire de hiéroglyphes égyptiens. C'est pendant cette époque qu'il fait la connaissance de l'égyptologue Christiane Desroches Noblecourt.[réf. nécessaire]
Après la guerre, tandis qu'il adopte une posture plus critique à l'égard de la philosophie de Claude de Saint-Martin, il s'éloigne progressivement des activités des loges martinistes.
Après cette période, il se consacre à nouveau à l'écriture. Alors qu'il fonde avec quelques confrères l'association « Groupement des écrivains médecins » en 1949, il publie de nombreuses nouvelles parmi lesquelles : L'Étrange Histoire de Françoise, La Hantise, La Seconde Vie, La Ville de rêve, Le Bouddha, Le Charmeur de bruits, Le Décapité vivant, Le Karma, Le Roseau de Tout-Ankh-Amon, Spiritisme, Un dîner au Majestic, Visite de nuit, Le Sac de serge verte, Le Seuil… Ses activités littéraires lui valent les titres de vice-président honoraire de l'association des Écrivains combattants et sociétaire des Gens de lettres de France.
En 1950 Octave Béliard revient plus directement vers l'ésotérisme en publiant « À propos d'occultisme ». Ce texte montre la distance qu'il a prise avec un sujet qu'il observe désormais avec une démarche scientifique. Il y aborde l'étude des phénomènes psychiques en se situant dans la mouvance de la métapsychique. Il annonce qu'il privilégie l'étude des faits et conclut son article en soulignant que ces expériences le laissent sceptique.
Il meurt le 24 juin 1951 à Paris.

## Prix et distinctions
Le 23 février 1917, il est décoré de la Croix de Chevalier dans l'Ordre National de la Légion d'honneur.
En 1927 il obtient le Prix Jules-Verne pour La petite fille de Michel Strogoff.
Les Petits Hommes de la pinède (1929) reçoit le prix de la Société des Gens de Lettres.
En 1930, la même société le récompense du prix Maurice-Renard pour l'ensemble de son œuvre.
Le 26 octobre 1935, il est nommé Officier de la Légion d'honneur

## Publications

### Études
- Sorcières, Rêveurs et Démoniaques [Nantes, Lessare (1920), réédité chez Stock en 1981 (Les Sorciers)]
- Magnétisme et Spiritisme, Paris, Hachette, coll. « La Bibliothèque des merveilles », (1933)
- Au long du Nil, (1932)
- Docteur Doyen, étude parue dans Les Hommes du Jour, numéro 99, daté du 11 Décembre 1909.

### Articles
- « Madame Pierre Curie » [portrait consacré à Marie Curie ], Les Hommes du jour, n°108, 12 février 1910, texte intégral sur Commons.
- « Sur le chemin des dames », Lecture pour tous, (1917)
- « L'Immortalité en Égypte », Atlantis no 44, (1932)
- « L'Annonce du nouvel homme », Mesure no 4, (1936)
- « A propos d'occultisme », Bibliographie et annuaire international des sciences psycho-pyschiques et occultes, Paris, L'Ermite, (1950)

### Romans
- Le Périple (en collaboration avec le Dr Léo Gaubert) (1907)
- Méditation sur la douleur
- Les Caquets du docteur
- L'Amour et l'Immortalité
- Les Sorciers (Lemerre)
- Las Maravillas del Cuerpo Humano (Seix et Barral, Barcelone)
- La Petite-Fille de Michel Strogoff (Hachette, 1927), Texte en ligne à la BNR
- Le Message mystérieux (Tallandier, 1928)
- Le Marquis de Sade (Éditions du Laurier, 1928)
- Les Petits Hommes de la pinède (Nouvelle société d'édition, 1929); réédition aux éditions de l'Arbre vengeur, octobre 2022
- Le Décapité vivant et Autres Histoires d'outre-vie (Le Livre de Paris, 1944)
- La Vie tragique de Danton (1946)
- Au long du Nil (Peyronnet et Cie)
- La femme... comme l'eau (Peyronnet et Cie)

### Nouvelles
- Aventures d'un voyageur qui explora le temps (1909)
- Le Boudha, Décapité vivant et Autres Histoires d'outre-vie, Ed. Saillard, Le Livre de Paris, (1949) ;Nouvelles histoires étranges, Casterman, Autre temps, Autres mondes/Anthologies, (1966)
- Histoires atroces, Claude Seignolle et Octave Béliard, Publicness, Paris, (1970)
- Le Charmeur de bruits, Ed. Saillard, Le Livre de Paris, (1949)
- Le Décapité vivant, Décapité vivant et Autres Histoires d'outre-vie, Ed. Saillard, Le Livre de Paris, 1949 ; Histoires étranges, Casterman, Autre temps, Autres mondes/Anthologies, (1963)
- La Découverte de Paris (1911), Décapité vivant et Autres Histoires d'outre-vie, Ed. Saillard, Le Livre de Paris, (1949) ; Opta, Revue Fiction no 141, (1965)
- Un dîner au Majestic, Décapité vivant et Autres Histoires d'outre-vie, Ed. Saillard, Le Livre de Paris, (1949)
- Une exploration polaire aux ruines de Paris, Lecture pour tous, (1911)
- La Hantise, Décapité vivant et Autres Histoires d'outre-vie, Ed. Saillard, Le Livre de Paris, (1949)
- L'Histoire étrange de Françoise, Nouvelles Histoires étranges, Casterman, Autre temps, Autres mondes/Anthologies, (1966)
- L'Étrange Histoire de Françoise, Décapité vivant et Autres Histoires d'outre-vie, Ed. Saillard, Le Livre de Paris, (1949)
- Le Karma, Décapité vivant et Autres Histoires d'outre-vie, Ed. Saillard, Le Livre de Paris, (1949)
- Le Malacanthrope, Décapité vivant et Autres Histoires d'outre-vie, Ed. Saillard, Le Livre de Paris, (1949)
- « Les Merveilles de l'île mystérieuse », Lecture pour tous, (septembre 1911) No 12 p. 1066-1.078
- Le Passé merveilleux (1909), Décapité vivant et Autres Histoires d'outre-vie, Ed. Saillard, Le Livre de Paris, (1949) ; Opta, Revue Fiction no 79 ; (1960), Un coup de tonnerre, et autres récits sur le temps, Gallimard, Coll. Folio Junior no 173, (1981)
- Le Réflexe suprême, Décapité vivant et Autres Histoires d'outre-vie, Ed. Saillard, Le Livre de Paris, (1949)
- Le Roseau de Tout-Ankh-Amon, Décapité vivant et Autres Histoires d'outre-vie, Ed. Saillard, Le Livre de Paris, (1949)
- Le Sac de serge verte, Décapité vivant et Autres Histoires d'outre-vie, Ed. Saillard, Le Livre de Paris, (1949)
- La Seconde Vie, Décapité vivant et Autres Histoires d'outre-vie, Ed. Saillard, Le Livre de Paris, (1949)
- Le Seuil, Décapité vivant et Autres Histoires d'outre-vie, Ed. Saillard, Le Livre de Paris, (1949)
- Spiritisme, Décapité vivant et Autres Histoires d'outre-vie, Ed. Saillard, Le Livre de Paris, (1949)
- La Ville de rêve, Décapité vivant et Autres Histoires d'outre-vie, Ed. Saillard, Le Livre de Paris, (1949) ; in Histoires étranges, Casterman, Autre temps, Autres mondes/Anthologies, (1963)
- Visite de nuit, Décapité vivant et Autres Histoires d'outre-vie, Ed. Saillard, Le Livre de Paris, (1949)